# 束帯

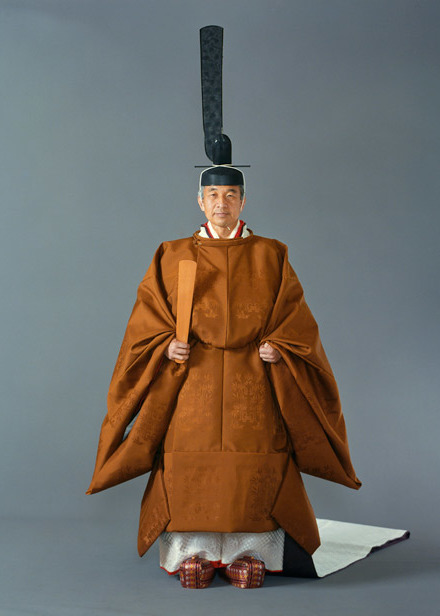
黄櫨染御袍を着用する明仁上皇

束帯（そくたい、旧字体：束帶）は、平安時代以降の、天皇以下公家男子の正装（平安装束）。衣冠を「宿直（とのい）装束」と呼ぶのに対し、束帯は「昼（ひの）装束」と呼ばれる。

## 種類
束帯は文官用と武官用に分かれる。冠は文官は纓（えい）と呼ばれる飾りを後ろに垂らした垂纓冠（すいえいのかんむり）をかぶり、武官は纓（えい）を巻き上げた巻纓冠（けんえいのかんむり）に緌（おいかけ）と呼ばれる馬毛製の扇状の飾りが付いたものをかぶる。
袍（ほう）は文官と三位以上の武官は脇が縫われている縫腋袍（ほうえきのほう）、四位以下の武官は活動さを優先した脇を縫わない闕腋袍（けってきのほう）を着用する。六衛府に所属する武官は弓箭（弓と矢）を装備することが許された。
靴は文官は浅沓（あさぐつ）、武官は牛革製の鞾（かのくつ）をはく。本来は文武を問わず鞾をはいた。
武官・中務省の官人、勅許を得た参議以上の文官は、大刀を佩用した。その場合、大刀は平緒（）で括り、腰に結びつけた。

## 構成
以下は文官の束帯の構成である。
- a：垂纓冠
- b：袍（）
- c：飾太刀（）
- d：笏（）
- e：平緒（）
- f：下襲の裾（）
- g：表袴（）
- h：大口袴（）

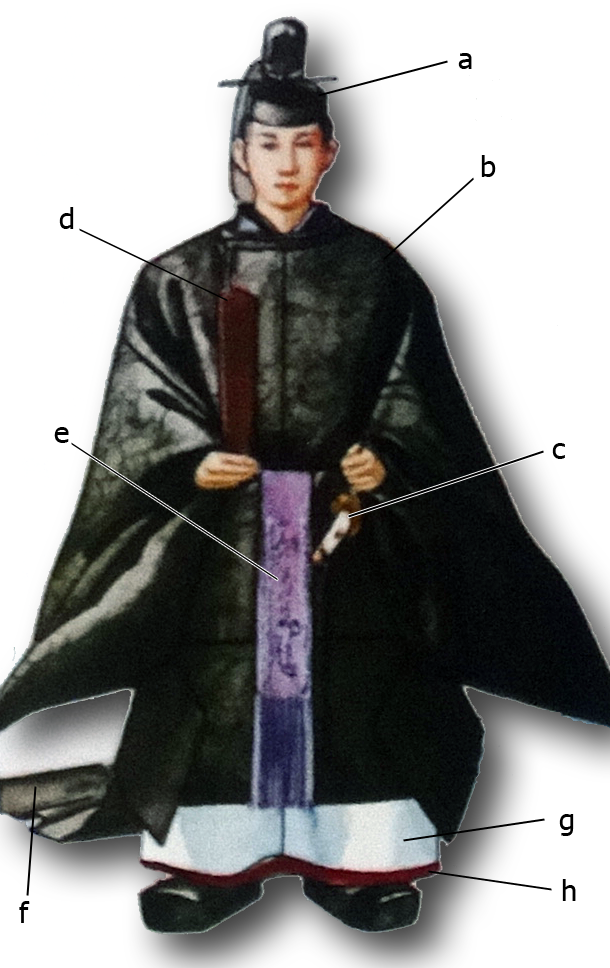
束帯の構成

束帯の構成は下から、単（）・袙（）・下襲（）・半臂（）・袍を着用、袍の上から腰の部位に革製のベルトである石帯（）を当てる。袴（）は大口袴・表袴の2種類あり、大口を履き、その上に表袴を重ねて履く。冠を被り、足には襪（）を履く。帖紙（）と檜扇（）を懐中し、笏（）を持つ。公卿、殿上人は魚袋（）と呼ばれる装飾物を腰から提げた。

## 特徴

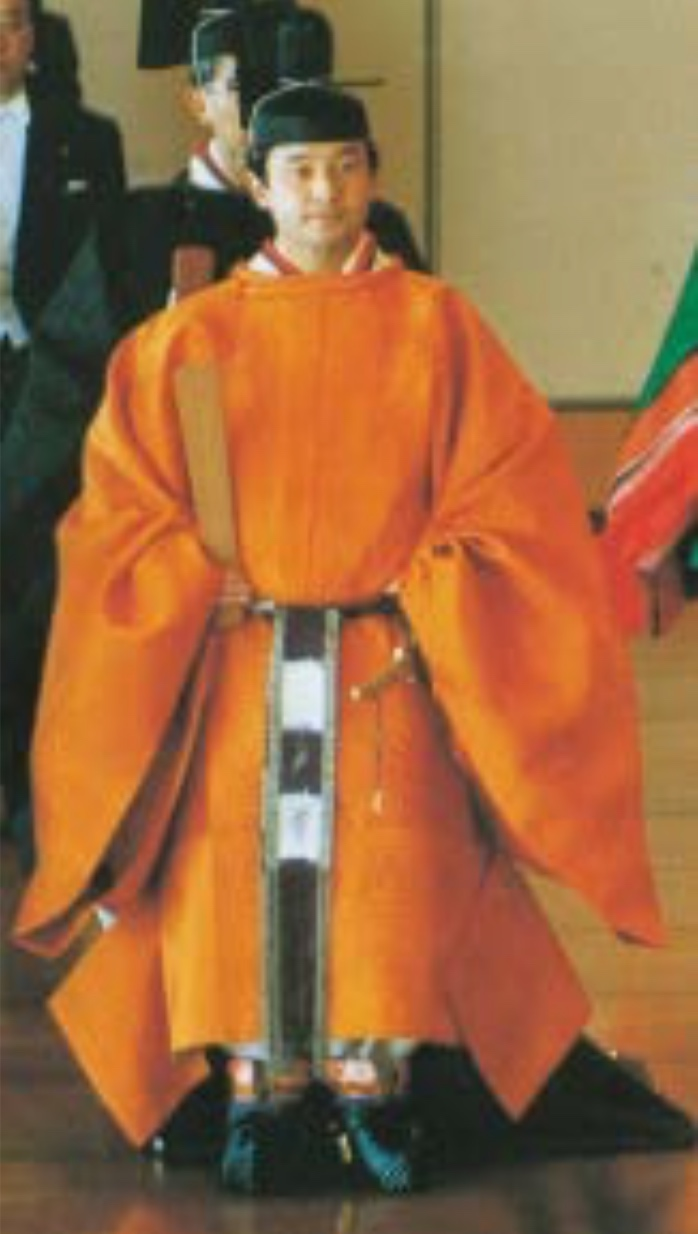
束帯を着用した皇太子時代の今上天皇

下襲の後ろ身頃（背部）は長くできており、着用時は長く尾を引くように引き擦った。この部位を「裾（）」と呼び、束帯姿の大きな特徴である。また、裾の長さによって身分が表されるようになると、下襲自体が長大になった為、下襲と裾が分離するようになった（別裾）。その場合、下襲を着た後に腰に裾を当て、裾から伸びる帯を前に回して結びつけた。しかしながら、天皇と皇太子が着用するものに関しては下襲と裾が続くものとされている。また、纔著（）と言われる丈の短い裾もあり、地下官人の束帯に用いられた。
文官は冬期は半臂を廃して着用していた。これは文官の用いる縫腋袍は脇が縫われているので、着用の有無を外見から判別出来ない為である。夏期は半臂が透ける（袍の布地が薄い為）ので着用されていたが、近世に入ってからは夏期も廃された。なお、『今鏡』には、冬期にくだけた場面で袍を肩脱ぎした際、皆下襲が露わになる中で藤原教通のみがきちんと半臂を着用しており、周囲がいたく自らを恥じた、という伝承が残されている。この事から、本来は冬期も半臂を着用する制であったことが窺える。天皇に関しては半臂を略さないとされる。
衣冠は本来、宮中に於ける宿直用の装束（とのいぎぬ）であったが、宮中での勤務服として定着するにつれ、束帯は儀式に用いる儀礼的な服となった。このため、両者をまとめて「衣冠束帯」とも呼ぶ。

## 歴史
奈良時代の『養老律令』衣服令で、礼服、朝服、制服の服制が制定された。
礼服は朝賀ならびに即位の礼の際に着用する最高礼装であったが、のちに朝賀が廃止されると、即位の礼のみに着用されることになった。
朝服は官吏が宮廷に参内する際の日常服であったが、平安時代になると和様化して束帯へと変化した。

## ギャラリー

束帯姿の歴代天皇
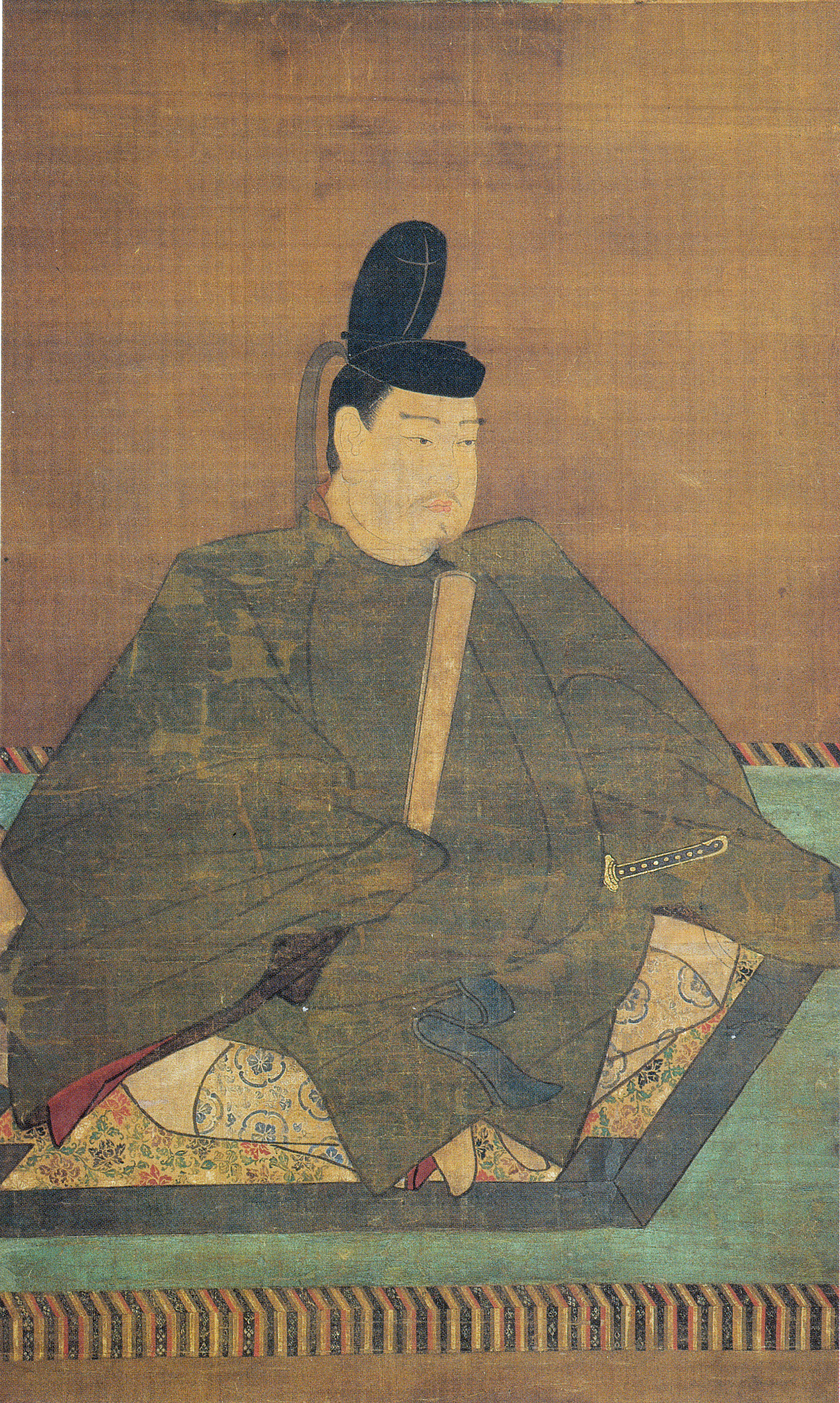
第45代聖武天皇
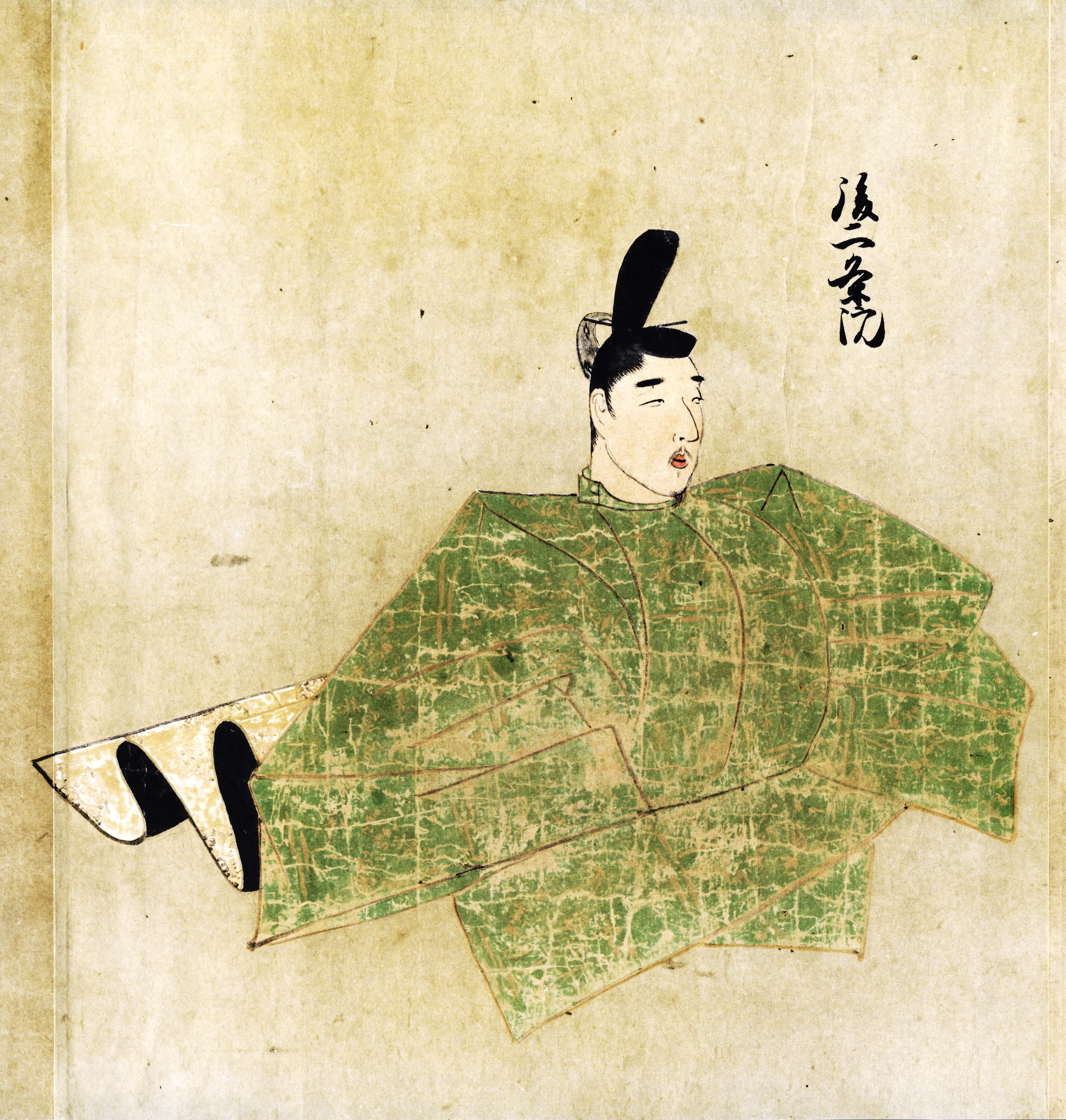
第94代後二条天皇
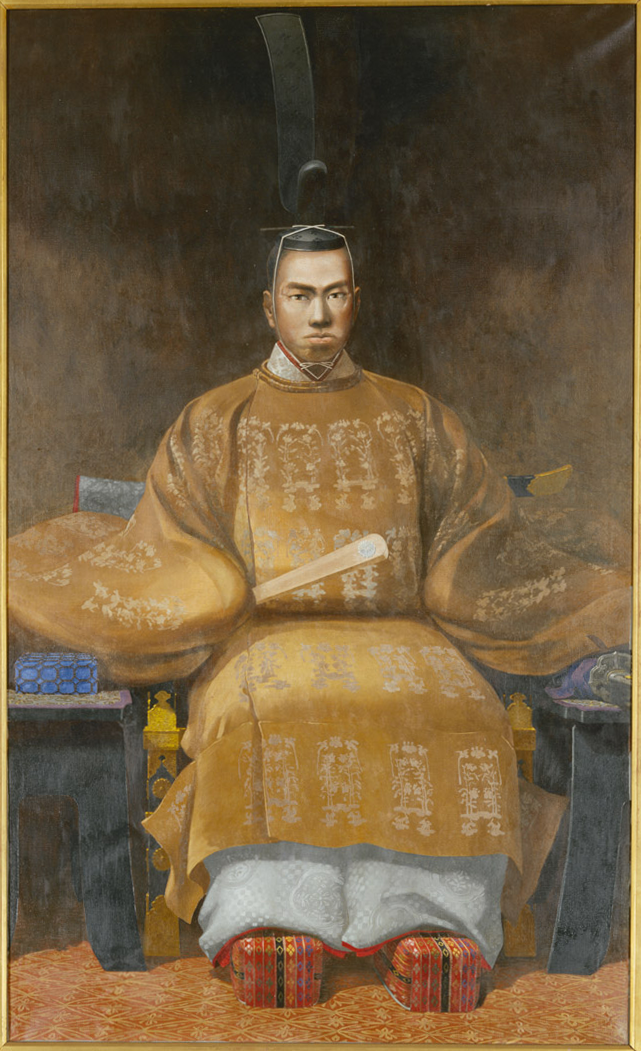
第121代孝明天皇
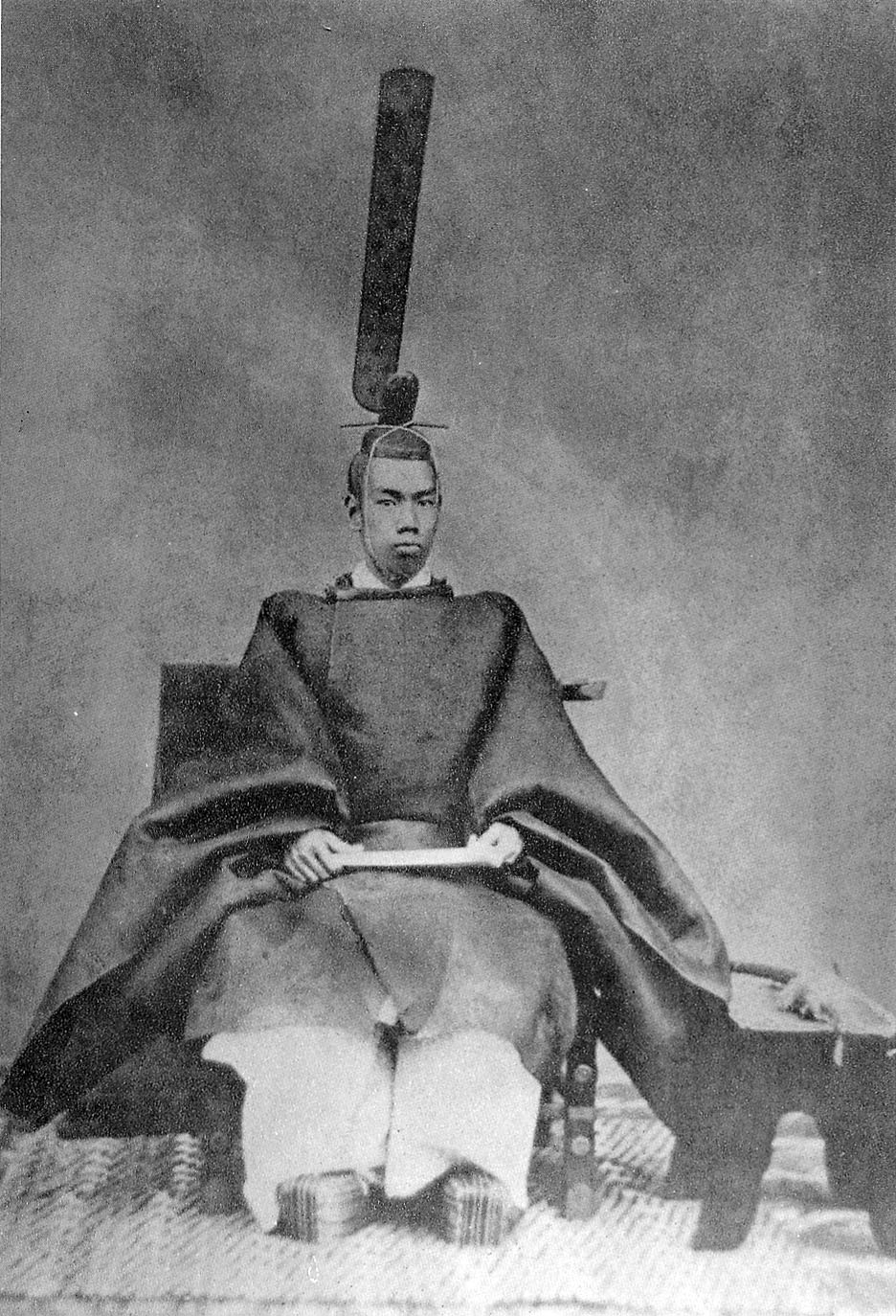
第122代明治天皇
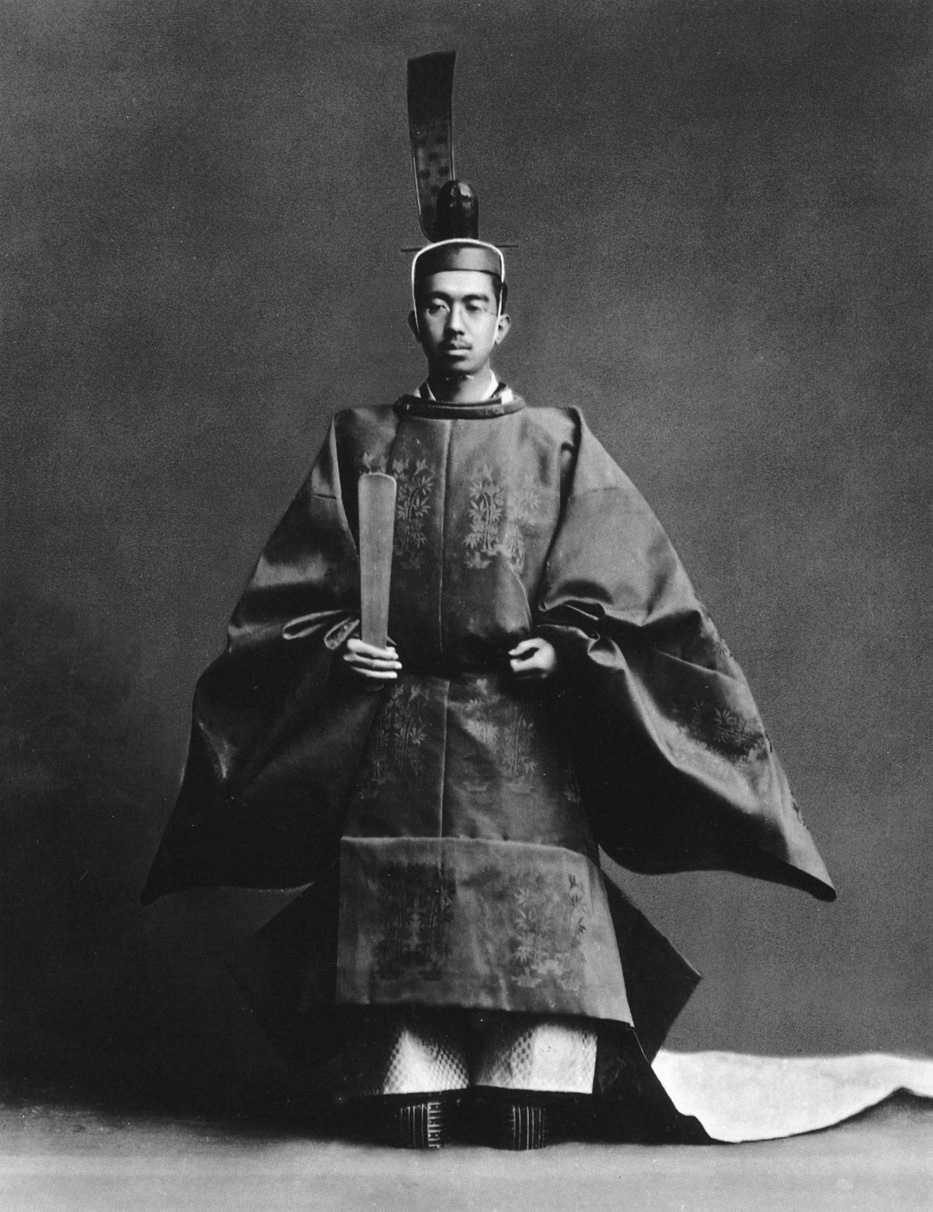
第124代昭和天皇
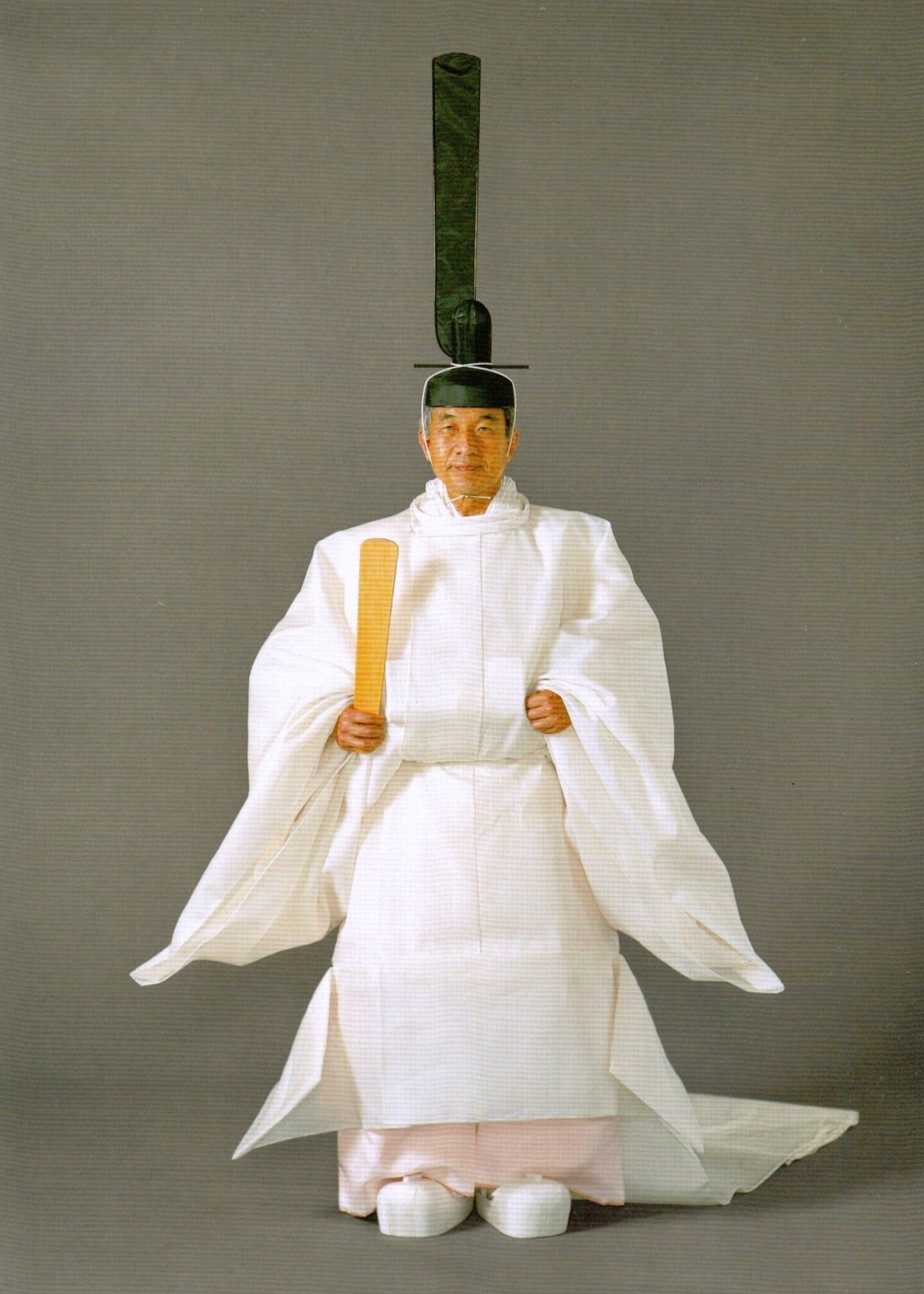
第125代天皇明仁（当時）、帛御袍

束帯姿の皇族
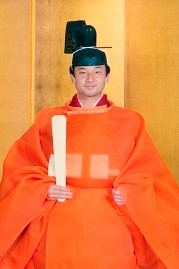
皇太子徳仁親王（当時）、黄丹袍
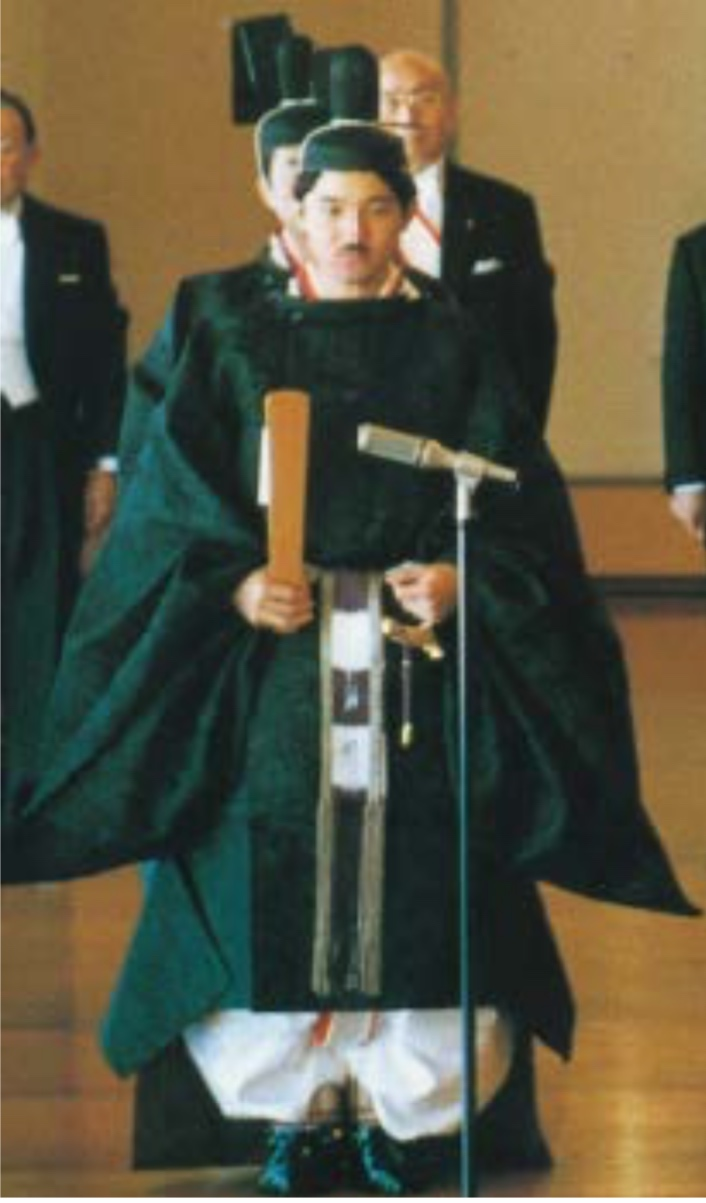
秋篠宮文仁親王
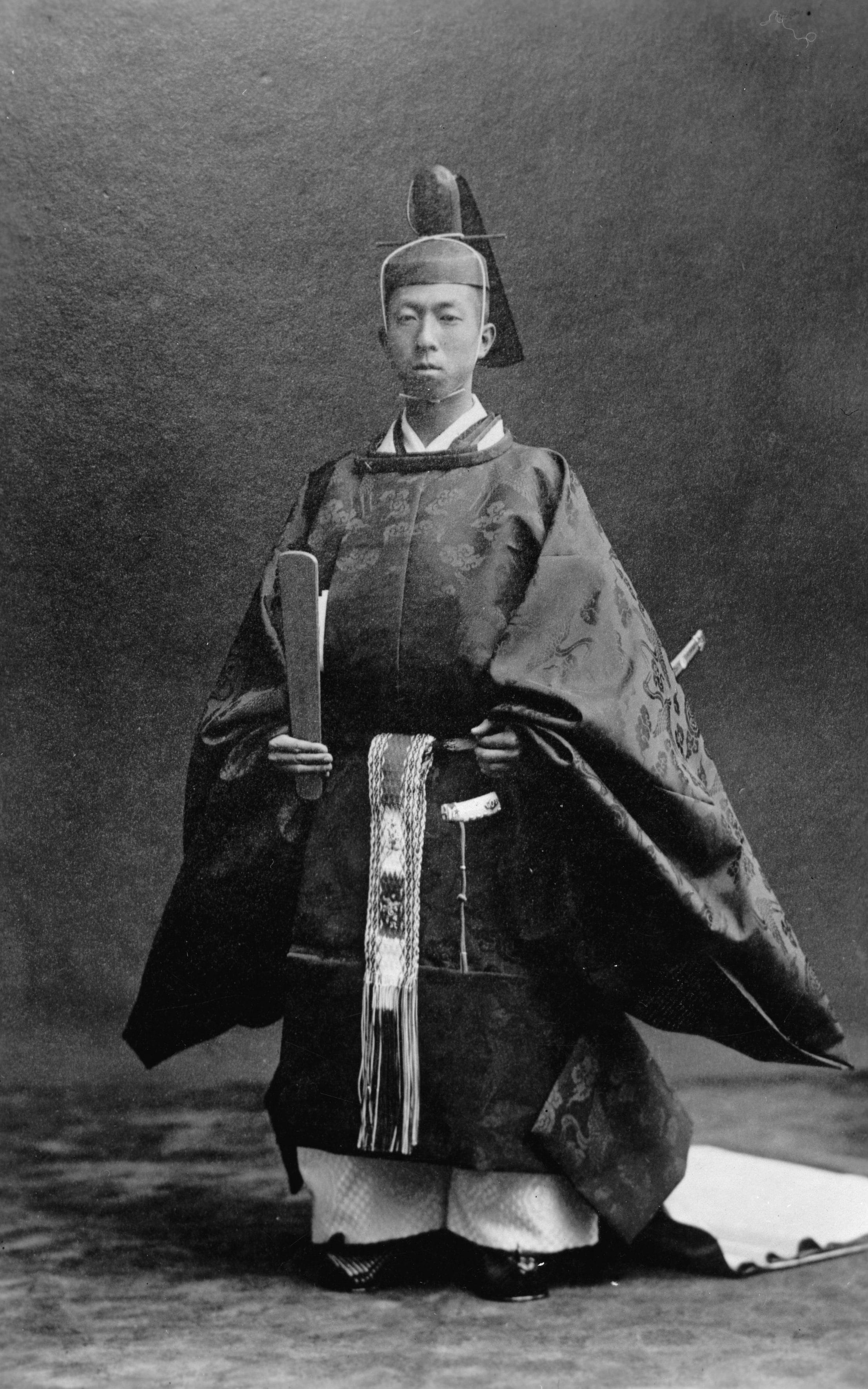
三笠宮崇仁親王
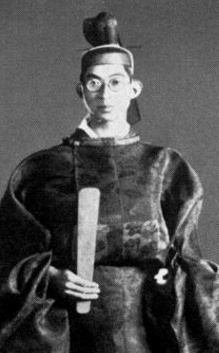
秩父宮雍仁親王
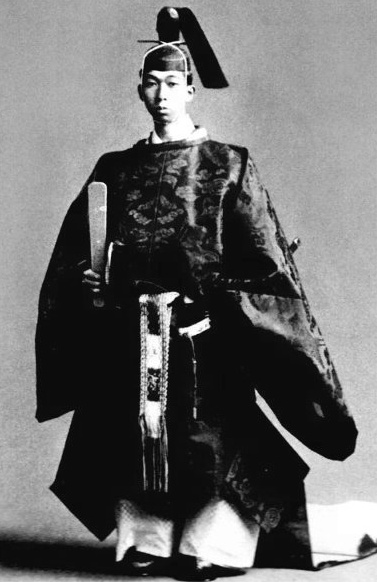
高松宮宣仁親王
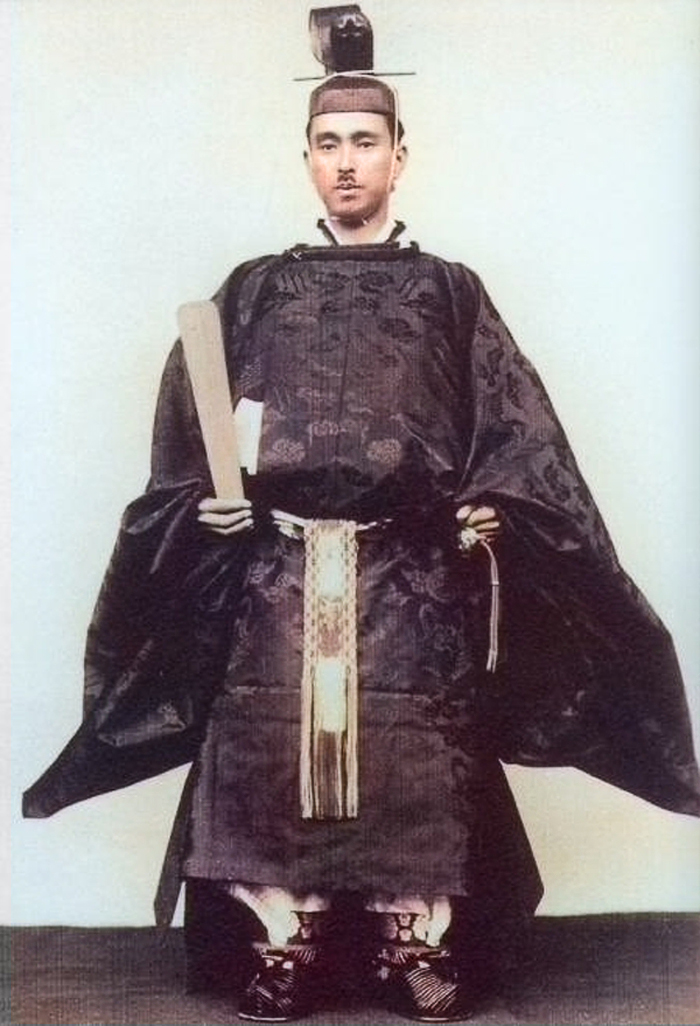
朝香宮鳩彦王
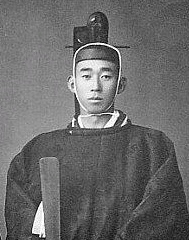
孚彦王
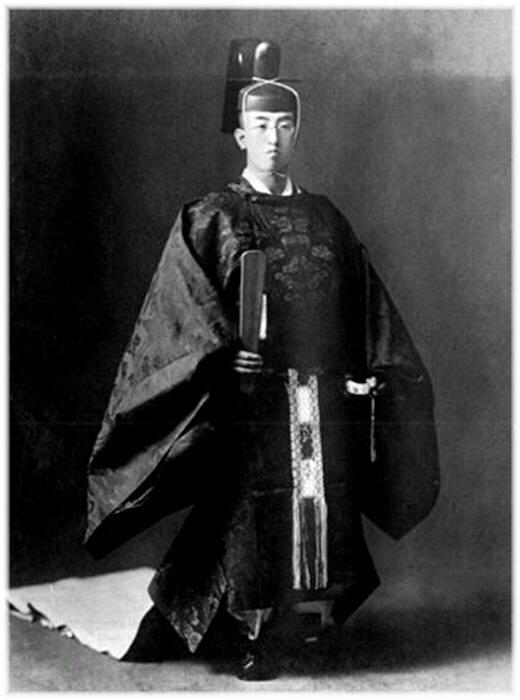
賀陽宮恒憲王
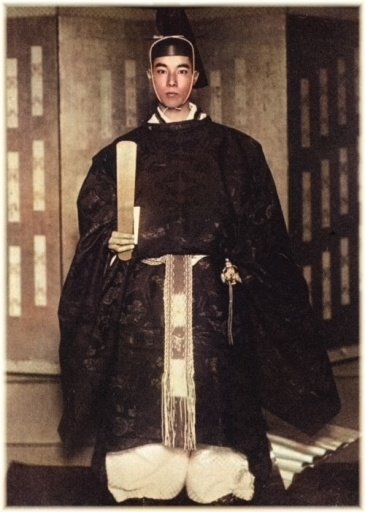
萩麿王
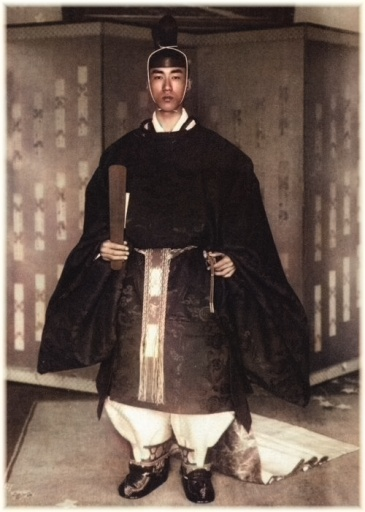
茂麿王
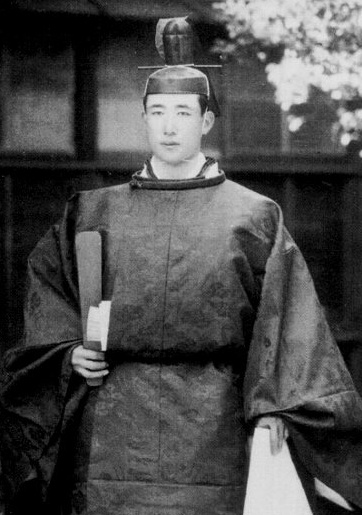
北白川宮永久王
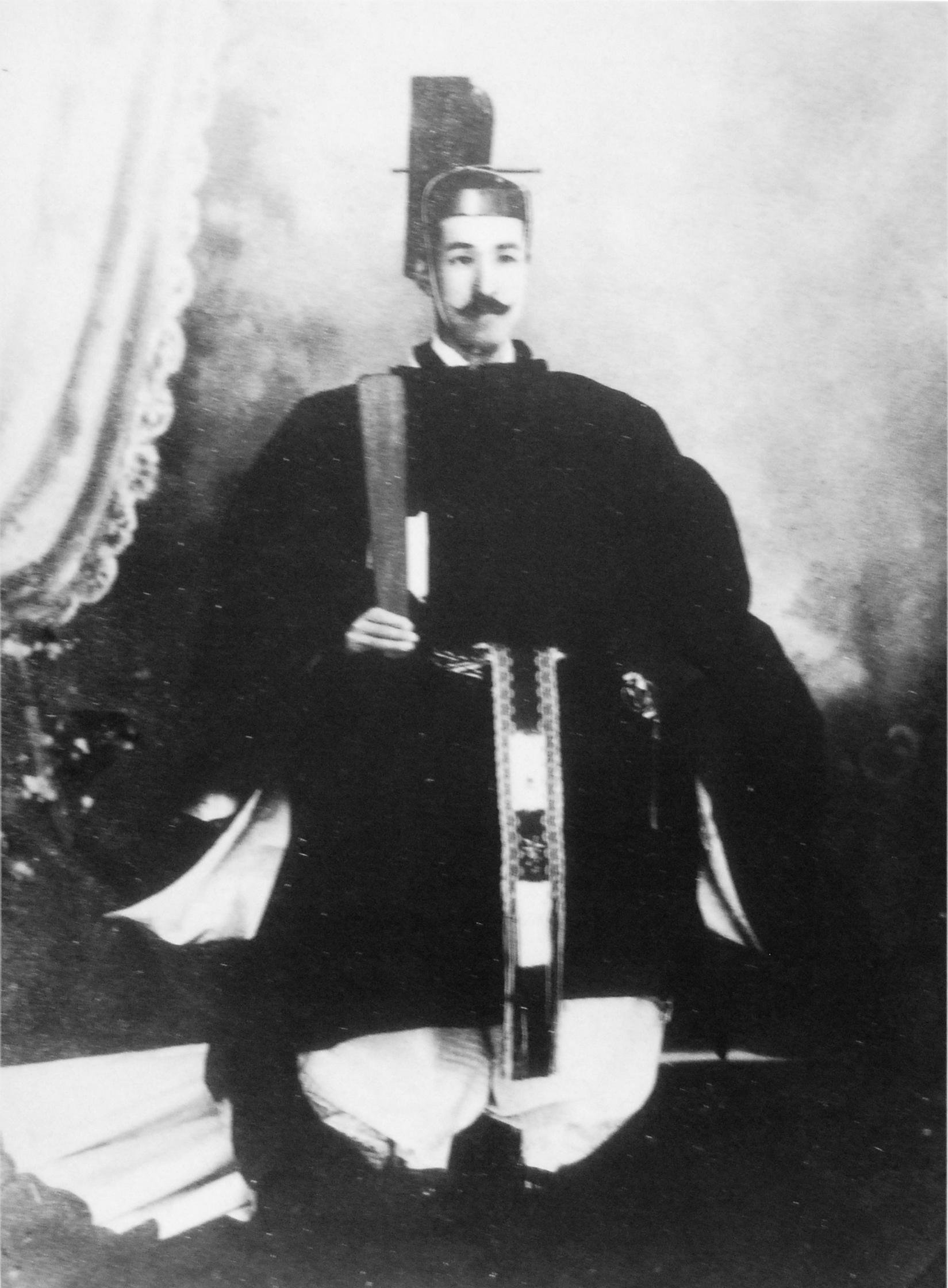
竹田宮恒久王
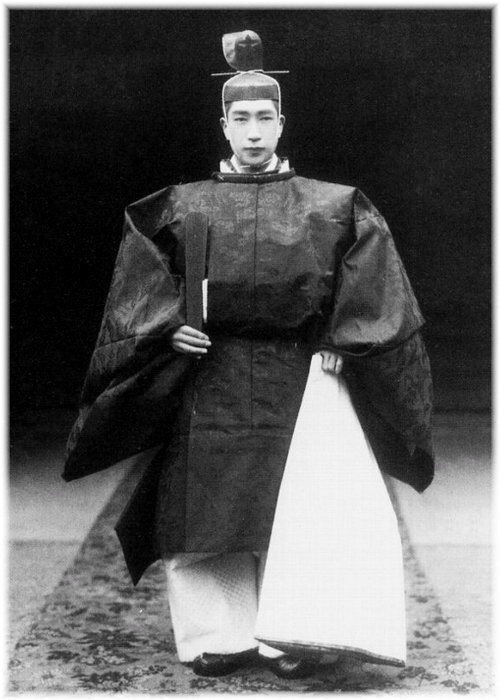
竹田宮恒徳王
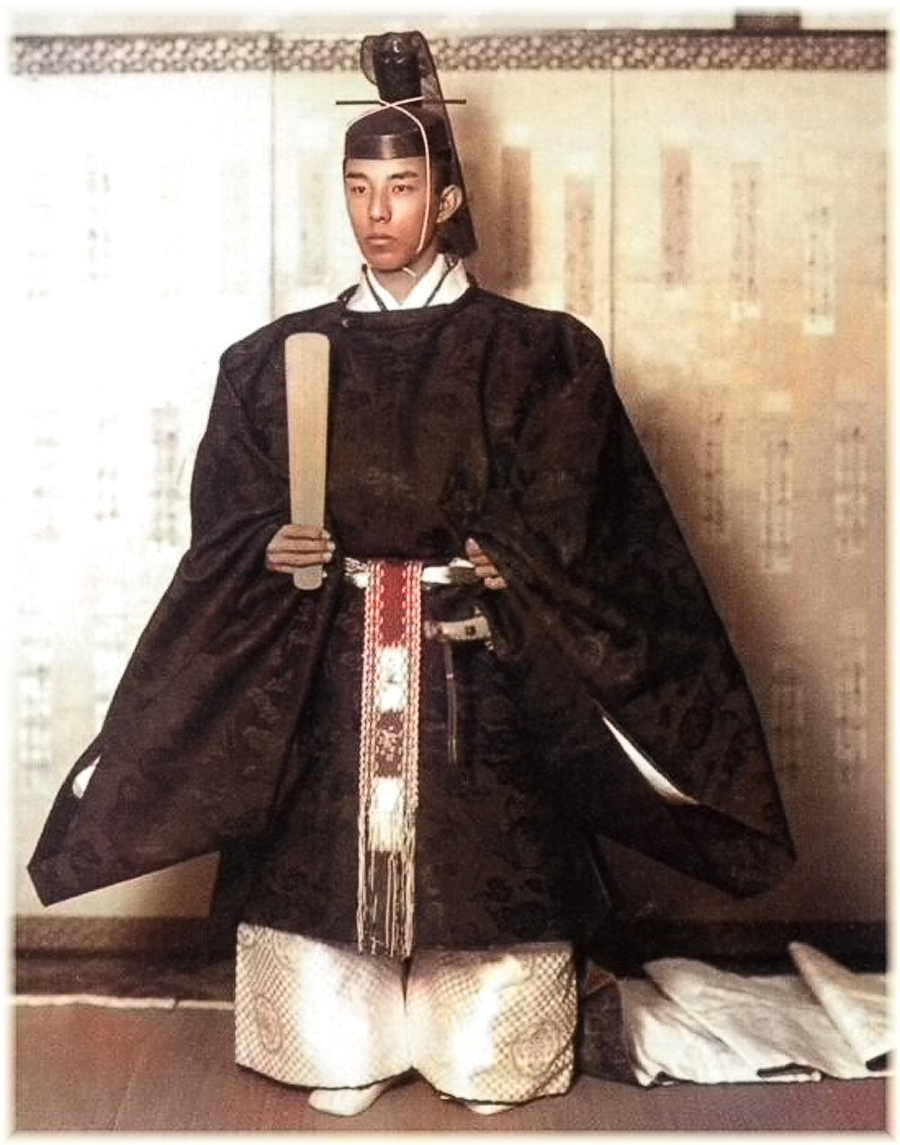
藤麿王
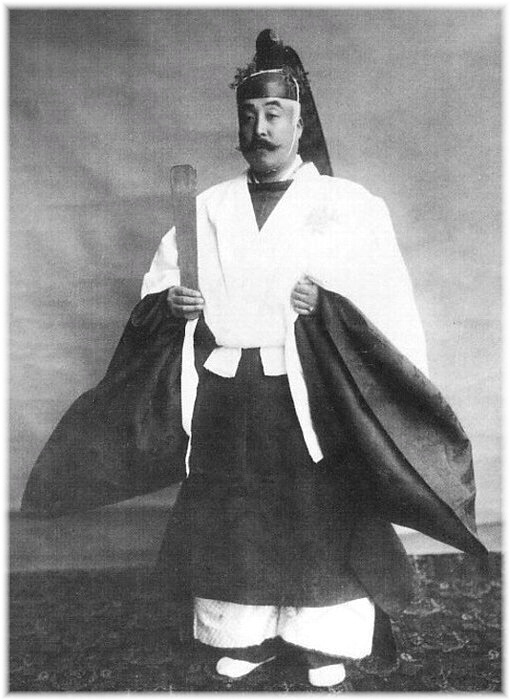
梨本宮守正王
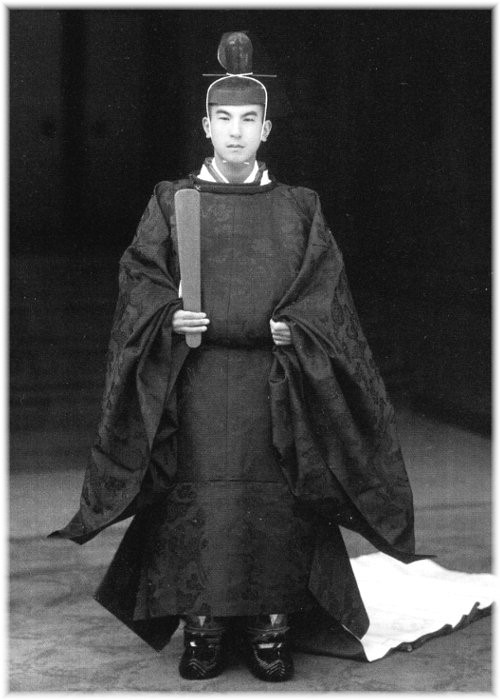
徳彦王
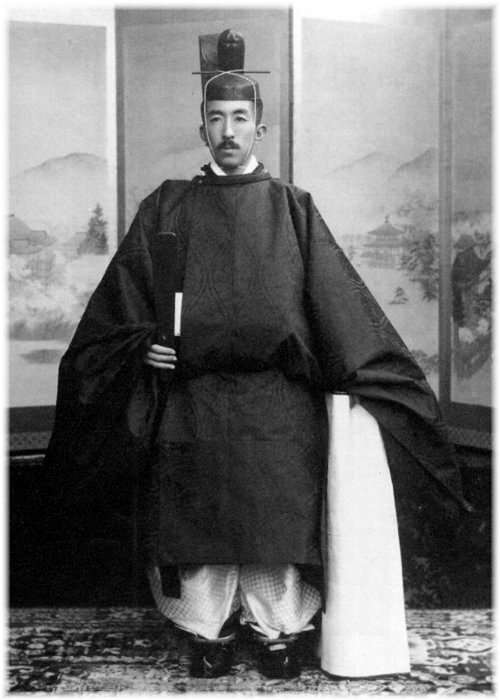
山階宮菊麿王
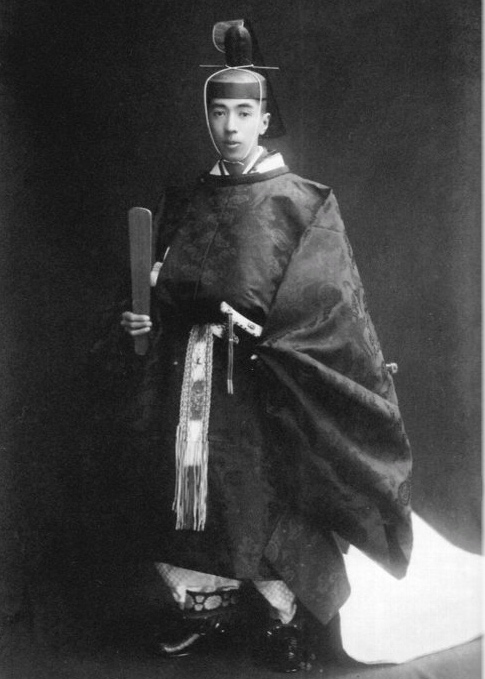
山階宮武彦王

未成年の束帯（闕腋袍を着て、冠は被らず空頂黒幘を被る）
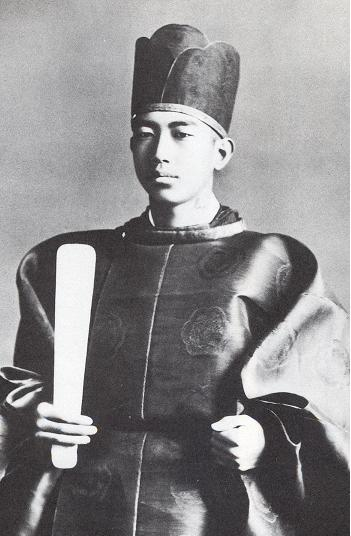
闕腋袍に空頂黒幘を被った裕仁親王（のちの昭和天皇）
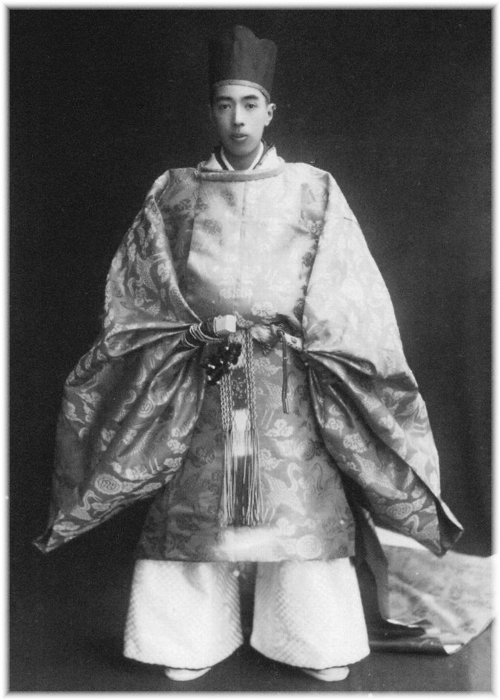
闕腋袍に空頂黒幘を被った山階宮武彦王
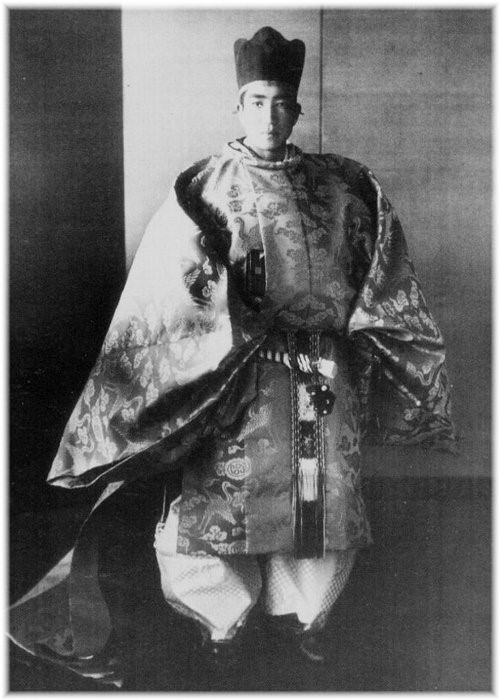
闕腋袍に空頂黒幘を被った竹田宮恒徳王

その他
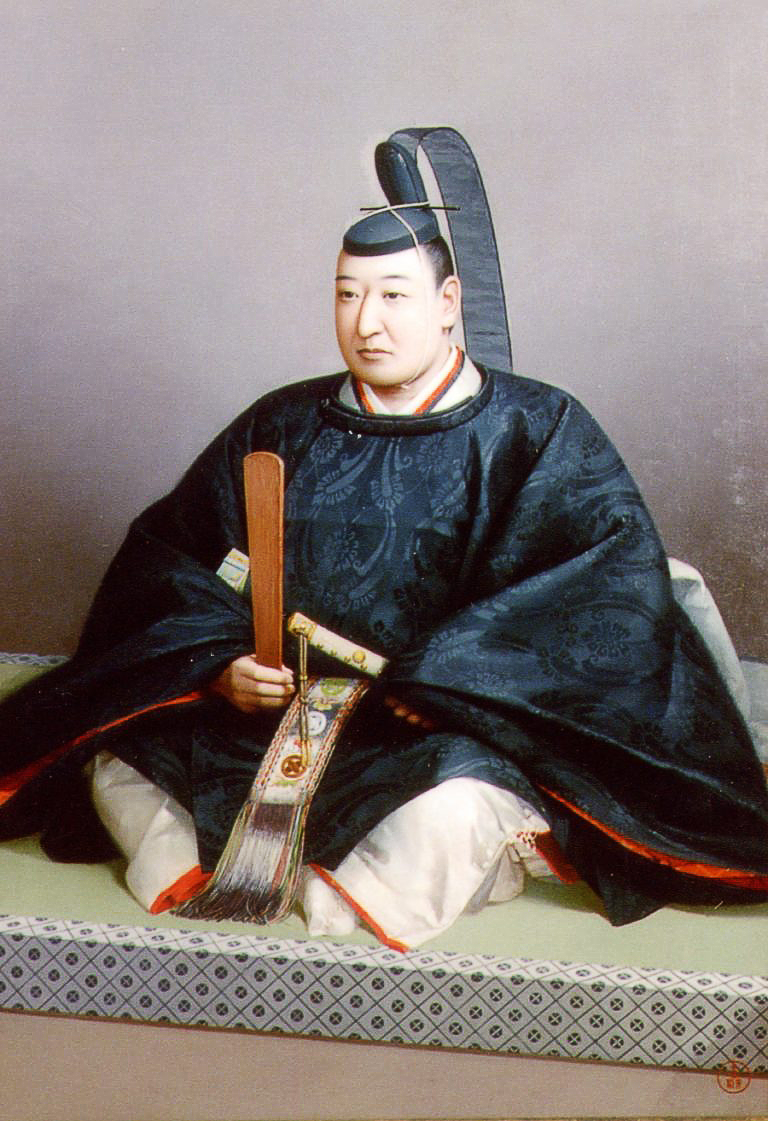
江戸期の縫腋の袍（阿部正弘）
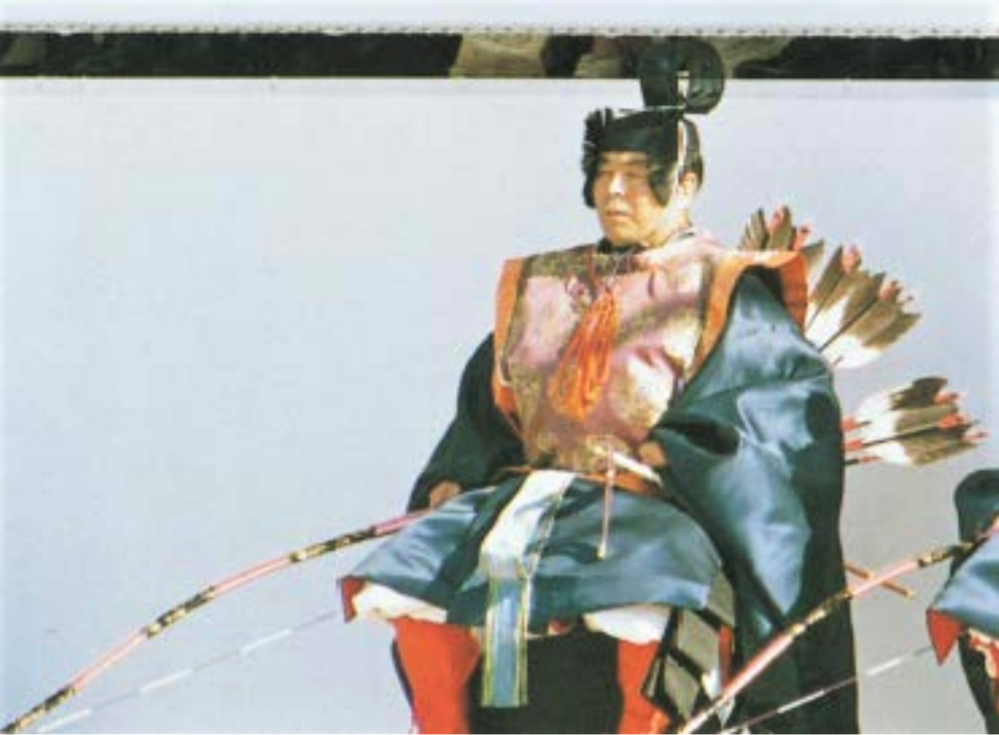
武官装束を着た衛門 1990年、即位礼にて